# ائتلاف قناری
ائتلاف قناری حزبی ناحیه‌گرا در جزایر قناری اسپانیاست. این حزب همزمان محافظه‌کار و لیبرال توصیف شده‌است. ائتلاف قناری ۴ نماینده در مجلس اسپانیا و ۵ سناتور در سنای این کشور دارد و از این رو بزرگ‌ترین حزب سیاسی جزایر قناری است.